# ペウケスタス
ペウケスタス（希：Πευκεστας、ラテン文字転記：Peucestas、紀元前4世紀）はアレクサンドロス3世（大王）に仕えたマケドニアの将軍である。彼はアレクサンドロス（大王とは別人）の子であり、マケドニアのミエザの生まれである。

## アレクサンドロスの下で
ペウケスタスが史書において初めて言及されたのは紀元前326年にヒュダスペス川を下る際の三段櫂船艤装奉仕の担当者の一人としてであり、それ以前の彼の働きは知られていない。
ペウケスタスが一躍有名になったのは紀元前325年のマラヴァスへの攻撃においてである。その時王に付き添っていた彼は、一人敵の真っ只中に飛び込んで危険に陥った王をレオンナトス、アブレアスと共に助け、トロイのアテナの神殿から取ってきた聖なる盾で庇い、負傷した。この功績によりペウケスタスは東征の軍功第一位に選ばれ、スサではいの一番に功績に金の冠でもって報いられた。ペルセポリスに着いた時にペルシス太守に任じられた。なお、それに前後して彼は王の側近護衛官に昇進しており、その時王は彼のために本来は七人だった定員を一人分増やすという特例処置をとった。
太守としてのペウケスタスはペルシアの服装と風習を積極的に取り入れることによってペルシア人の支持を得たが、マケドニア人からは不興を買った。紀元前323年の春、 20000のペルシア人兵士を率いたペウケスタスはバビロンへと病に臥せっていた王の元にはせ参じ、王が危篤の時にはサラピス神殿で参籠した。

## アレクサンドロス死後、ディアドコイ戦争
ペウケスタスはアレクサンドロスの死に続いて起こった諸事件においては主導的な役割を果たしはしなかったが、紀元前323年に開催されたバビロン会議ではペルシス太守に留任し（一方でユスティヌスはバビロニア太守だとしている）、それを修正した紀元前321年のトリパラディソスの軍会でもペルシス太守に留任した。
紀元前317年にメディア太守ペイトンが勢力拡大を目論んでパルティアを同地の太守を殺して奪った。この時ペウケスタスは自らの10000のペルシア兵と他の東方の太守たちを率いて戦い、ペイトンを破った。ペウケスタスは引き続いて起こったアンティゴノスとエウメネスの戦いでは親しかったエウメネスの側についた。ペウケスタスは対ペイトン戦で共に戦ったティグリス川以西の諸太守の支持を得、ペウケスタス自身もペルセポリスでは豪華な饗宴を開くなどして将兵の支持を得ようとしたが、エウメネスは特定の総司令官をたてる代わりにアレクサンドロスの遺品を飾ったテントを再現していわば御前会議の形で会議を行ったり、手紙を偽造したり、ペウケスタスの支持者のシビュルティオスを告訴するなどして巧妙にペウケスタスの影響力を排除して事実上の総司令官となった。
この一連の戦いでペウケスタスはエウメネスと総指揮権を争ったように権力欲は強いが臆病で無能な将軍として描かれている。引き分けに終わった紀元前317年のパラエタケネの戦いではペウケスタスは騎兵部隊を率い、この時は大過なく任を果たしたが、紀元前316年のガビエネの戦いの直前にアンティゴノスが越冬のために散らばっていたエウメネスらの軍を奇襲しようとした時にはアンティゴノスの接近に狼狽し、後方への後退を提案した。ガビエネの戦いではペウケスタスは散々エウメネスの足を引っ張った。アンティゴノスの騎兵部隊の攻撃で恐慌状態に陥って勝手に後退し、エウメネスが反撃を試みた時にはそれを拒否してさらに後退した。結果としてこの会戦での敗北（戦術的には引き分けだったが）はエウメネスの破滅に繋がり、彼は味方に裏切られてアンティゴノスに引き渡され、軍は敵に降伏した。しかし、その裏切りを快く思わなかったアンティゴノスはペウケスタスから所領を取り上げ、空約束でペウケスタスを元気付けながらも、彼を遠ざけた。